# EuskoTran

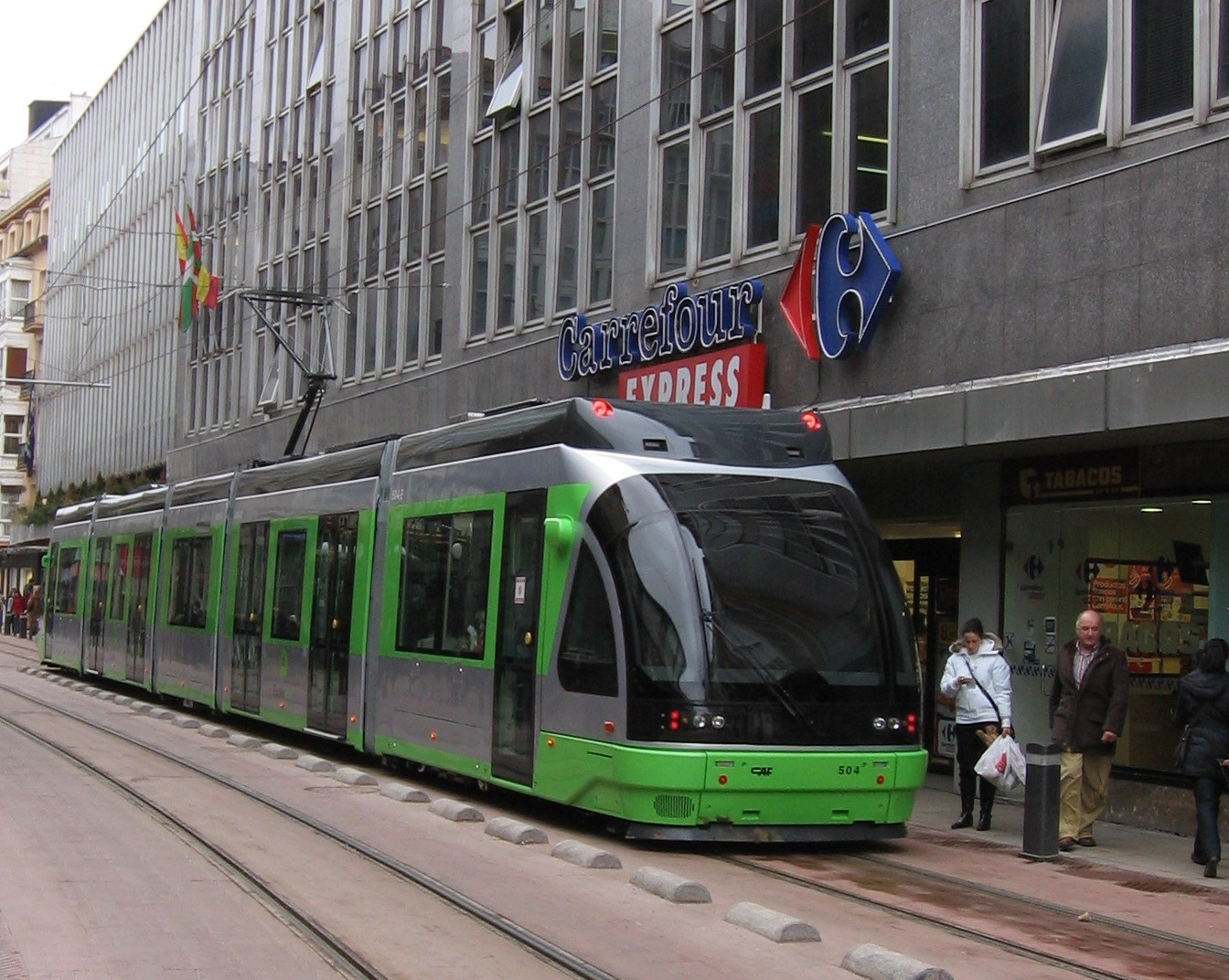
Tramwaj w Vitorii

EuskoTran – nazwa systemów tramwajowych działających w Bilbao oraz Vitorii-Gasteiz w Hiszpanii.
Systemy EuskoTran zarządzane są przez przedsiębiorstwo kolejowe EuskoTren. W Bilbao system działa od 2002 roku i składa się z jednej linii. W Vitorii istnieją dwie linie (pierwsza uruchomiona w 2008).